# Inselschutzgebiet Hiiumaa
Das Inselschutzgebiet Hiiumaa (estnisch: Hiiumaa laidude maastikukaitseala) ist ein Naturschutzgebiet, das die meisten Inseln und Schären im Südosten der estnischen Insel Hiiumaa umfasst.

## Verwaltung
Das Schutzgebiet wurde am 26. Oktober 1971 geschaffen. Das Verwaltungszentrum liegt im Dorf Salinõmme (Gemeinde Hiiumaa) auf der gleichnamigen Halbinsel.

## Inseln
Die wichtigsten Inseln des Schutzgebiets sind
- Saarnaki (140 Hektar)
- Hanikatsi (82 Hektar)
- Kõverlaid (29 Hektar)
- Vareslaid (26 Hektar)
- Ahelaid (24 Hektar)
- Kõrgelaid (14 Hektar)
- Öakse (7,6 Hektar)
- Auklaid (1,2 Hektar)
- Hanerahu (1,2 Hektar)
- Langekare (1,2 Hektar)
- Suur-Pihlakare (0,3 Hektar)
- Ankrurahu (0,3 Hektar)
- Väike-Pihlakare (0,2 Hektar)
- Valgekare (0,2 Hektar)
- Varesrahu (0,2 Hektar)
- Hoburahu (0,1 Hektar)
- Palgirahu (0,1 Hektar)
- Oorahu (0,1 Hektar)
- Aherahu (0,1 Hektar)
- Hülgerahu (0,1 Hektar)
- Kajakarahu (0,1 Hektar)
- Sitakare (0,04 Hektar)

Weitere Inseln sind Juhanirahu, Kuivarahu, Luigerahu, Paerahu und Silmarahu.

## Beschaffenheit, Flora und Fauna
Die meisten Inseln sind sehr jung, oft weniger als 2000 Jahre alt. Wegen ihres geringen Alters sind sie meist flach. Der Meeresspiegel sinkt jährlich um 2–3 mm. Die Flora der Insel ist sehr artenreich und umfasst ca. die Hälfte der in Estland vorkommenden Pflanzen. In Hanikatsi werden z. B. 444 Pflanzenarten verzeichnet. Artenreich ist auch die Vogelwelt der Inseln (187 Arten), darunter Fluss-Seeschwalbe, Lachmöwe, Sturmmöwe und Eiderente. Selbst auf der nur 400 m² Großen Insel Sitakare sind 12 Vogelarten beobachtet worden.
Das Meer zwischen den Inseln ist flach und steinig. Die durchschnittliche Tiefe beträgt 2–4 m. Im Sommer beträgt die höchste Temperatur bis zu 24 °C. 3 bis 4 Monate im Jahr wird die Meeresfläche von Eis bedeckt.
Neben der vielfältigen Avifauna gibt es auf Hiiumaa ein Auswilderungsprojekt für den Europäischen Nerz, das vom Zoologischen Garten Tallinn geleitet wird und im Schutzgebiet eine Population von ca. 25 Exemplaren etablieren konnte.

## Aufenthalt
Die ersten dauerhaften Siedlungen wurden 1564 in Saarnaki und 1623 in Hanikatsi von Fischern errichtet. Die letzte Siedlung im Schutzgebiet wurde 1973 aufgegeben. Auf einigen größeren Inseln werden aber weiterhin Heu gemäht und Schafe angesiedelt. Das Betreten der Inseln erfordert die vorherige Erlaubnis der Verwaltung des Inselschutzgebiets. Auf einigen Inseln gibt es spezielle Zeltstellen und Feuerplätze für Touristen und Naturliebhaber.